# سيلاس رودس
سيلاس رودس (بالإنجليزية: Silas Rhodes) هو عسكري أمريكي، ولد في 15 سبتمبر 1915 في ذا برونكس في الولايات المتحدة، وتوفي في 27 يونيو 2007 في Katonah, New York ‏ في الولايات المتحدة.